# Левенталь, Фёдор Карлович
Фёдор Карлович Левенталь (1785—1849) — генерал-лейтенант русской императорской армии.
В 1802 году окончил Гродненский (Шкловский) кадетский корпус. С 4.11.1802 г. начал службу прапорщиком в Архангелогородском пехотном полку4 подпоручик — с 5.8.1804 г., поручик — с 5.4.1806 г., штабс-капитан — с 14.11.1808 г., капитан — с 12.6.1811 г.
Участвовал в Отечественной войне 1812 года и заграничных походах русской армии 1813-1814 гг.; с 21.2.1813 г. — майор, а за отличие в сржении подполковник с 21.2.1814 года; награждён орденом Св. Анны 2-й степени (1814) и золотой шпагой с надписью «За храбрость» (21.7.1814) и иностранным орденом Pour le Mérite.
В декабре 1816 года был назначен командиром Низовского пехотного полка.
Был арестован 26 января 1826 года по делу декабристов и 9 февраля 1826 г. доставлен из Могилева в Петербург на главную гауптвахту. Во время следствия П. И. Пестель, С. И. и М. И. Муравьевы-Апостолы показали, что они считают Левенталя одним из членов тайного общества и что его принял М. П. Бестужев-Рюмин. Однако на допросе Бестужев-Рюмин показал, что во время своей поездки в 7-ю дивизию он не решился открыться Левенталю, хотя недовольство генерала Рота Левенталем подавало Бестужеву-Рюмину надежду привлечь его. По высочайшему повелению 10 февраля 1826 года он был освобождён, а уже 14 февраля произведён в полковники.
Участвовал в русско-турецкой войне 1828-1829гг. После производства «за отличие в сражении» в генерал-майоры (26.07.1828) он в ноябре 1828 года был назначен окружным генералом III округа Отдельного корпуса внутренней стражи в Петрозаводске. С 1849 года — окружной генерал V округа Отдельного корпуса внутренней стражи. Был исключён из списков в приказе 15 января 1850 года.
Награждён орденом Св. Георгия 4-й степени за выслугу лет (№ 3505 от 06.06.1821 г.), Св. Владимира 3-й степени (1828), Св. Станислава 1-й степени (1837).